# Ga Tứ Lãng
Ga Tứ Lãng (tiếng Trung: 西塱站; bính âm: Xīlǎng Zhàn; Việt bính: sai1long5 zaam6 ), trước đây là ga Quảng Cương do nằm gần trụ sở Sắt và thép Quảng Châu, là trạm cuối cùng của Tuyến 1 thuộc Tàu điện ngầm Quảng Châu và Tuyến Quảng Phật (FMetro tuyến 1). Nó bắt đầu hoạt động từ ngày 28 tháng 6 năm 1997. Nó ngầm bên dưới Nam Đại lộ Hoa Địa ở Phương Thôn, Lệ Loan.
Trong suốt lệnh kiểm soát dịch bệnh COVID-19 từ ngày 29 tháng 5 đến ngày 24 tháng 6 năm 2021, dịch vụ của ga Tứ Lãng gặp nhiều hạn chế lớn, tất cả lối ra vào đều bị đóng, hành khách không thể vào nhà ga này, và trong khi tàu trên cả hai tuyến đều có thể dừng tại đây, hành khách chỉ có thể đổi tuyến trong khu vực đã soát vé. Lối vào đã tái mở cửa vào buổi chiều ngày 24 tháng 6.

## Bố trí ga
| F3 Văn phòng | -                                        | Văn phòng                                                                         |
| F2 Phòng chờ | Hành lang tuyến 1                        | Dịch vụ khách hàng, cửa hàng, máy bán vé, ATM, lối đi chuyển tuyến giữa hành lang |
| Sân ga G     | Sân ga 5                                 | 1 ke ga trạm cuối (hướng về Depot Tứ Lãng)                                        |
| Sân ga G     | Ke ga, chỉ dành cho hành khách xuống tàu |                                                                                   |
| Sân ga G     | Sân ga 4 ↑ Sân ga 3 ↓                    | 1 hướng đi Quảng Châu Đông (Khanh Khầu)                                           |
| Sân ga G     | Ke ga, chỉ dành cho hành khách lên tàu   |                                                                                   |
| Sân ga G     | Sân ga 2 ↑ Sân ga 1 ↓                    | 1 hướng đi Quảng Châu Đông (Khanh Khầu)                                           |
| Sân ga G     | Ke ga, chỉ dành cho hành khách xuống tàu |                                                                                   |
| B1 Phòng chờ | Hành lang tuyến Quảng Phật               | Dịch vụ khách hàng, cửa hàng, máy bán vé, ATM, lối đi chuyển tuyến giữa hành lang |
| B2 Sân ga    | Sân ga 7                                 | Quảng Phật hướng đi Tân Thành Đông (Cúc Thụ)                                      |
| B2 Sân ga    | Ke ga, cửa sẽ mở hướng bên trái          |                                                                                   |
| B2 Sân ga    | Sân ga 6                                 | Quảng Phật hướng đi Lịch Khiếu (Hạc Động)                                         |

## Lối thoát
| Lối thoát số | Lối thoát số | Vị trí lối thoát                  |
| ------------ | ------------ | --------------------------------- |
| Lối thoát A  | Lối thoát A  | Nam Đại lộ Hoa Địa (花地大道南)   |
| Lối thoát B  | Lối thoát B  | Nam Đại lộ Hoa Địa (花地大道南)   |
| Lối thoát D  | Lối thoát D  | Trung Đại lộ Hoa Địa (花地大道中) |
| Lối thoát F  | Lối thoát F  | Trung Đại lộ Hoa Địa (花地大道中) |
| Lối thoát J  | Lối thoát J  | Trung Đại lộ Hoa Địa (花地大道中) |